# Berkenwintervlinder
De berkenwintervlinder (Operophtera fagata) is een onopvallende, kleine spanner. De vlinder lijkt op de kleine wintervlinder, maar is lichter van kleur en groter. De spanwijdte van de vleugels van het mannetje is 32 tot 40 millimeter. De vrouwtjes zijn vleugelloos en hebben alleen de voor de vrouwtjes zo kenmerkende halfontwikkelde vleugelstompjes; er is dus sprake van seksuele dimorfie.

## Voorkomen
De berkenwintervlinder komt voor in Europa. De vlinder vliegt van oktober tot december. De rupsen komen voor op berken, lindes en appels. Hij overwintert als ei. In Nederland en België is het een zeldzame soort die vooral voorkomt in de oostelijke helft van het gebied.

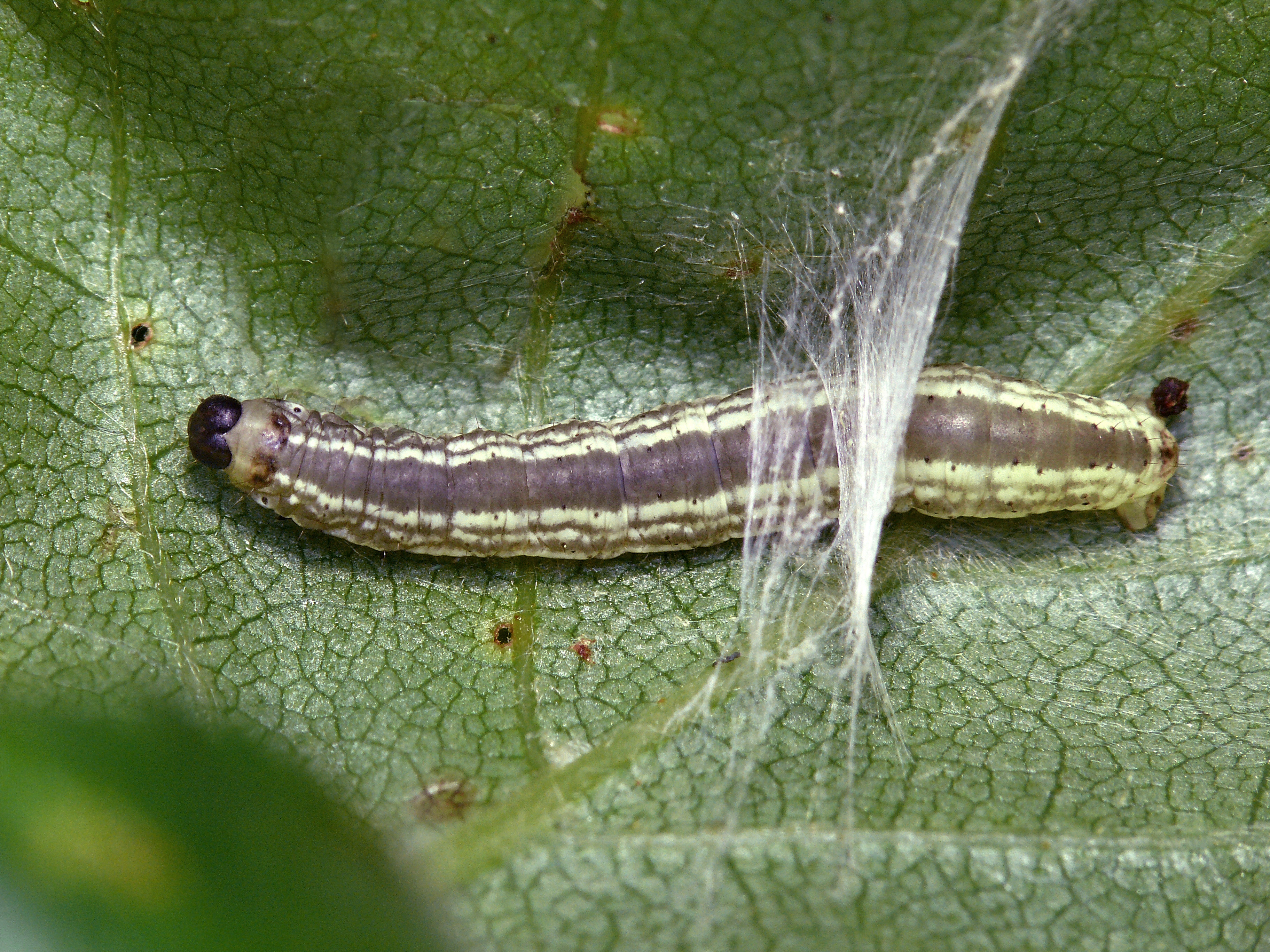
Rups

## Bron
- Paul Waring en Martin Townsend, Nachtvlinders, veldgids met alle in Nederland en België voorkomende soorten, Baarn, 2006.